# Крейслер, Том
Том Крейслер (1938, Буэнос-Айрес – 27 марта 2002, Нью-Плимут) — новозеландский художник и поэт аргентинского происхождения.

## Биография
Крейслер родился в Буэнос-Айресе в 1938 году в семье еврейских беженцев из Австрии. В 1952 году, после смерти отца в возрасте 13 лет эмигрировал в Новую Зеландию, где проживали тетя и дядя. Он учился в Школе изящных искусств Илама при Кентерберийском университете вместе с Диком Фриззеллом и Джоном Коли, где среди учителей были Билл Саттон и Руди Гопас.
Крейслер работал копирайтером, искусствоведом и редактором стихов. В 1960-1970-х годах Крейслер выставлялся в галерее Барри Летта в Окленде, но его работы получили ограниченное признание. Через две недели после первого свидания с будущей женой Лесли он предложил ей выйти за него замуж; у пары родилось трое сыновей. 
В конце 1960-х годах Крейслер и его семья переехали в Нью-Плимут, где он преподавал в местной средней школе для мальчиков.
В 1977 году Крейслер впервые вернулся в Латинскую Америку, чтобы навестить свою больную мать в Мексике, но она умерла до его приезда. Смерть матери сильно повлияла на Крейслера, и впоследствии он перевез всю свою семью в деревню. Поскольку Лесли не могла работать, семья часто испытывала финансовые трудности, полагаясь на один доход.
Через два года семья вернулась в Новую Зеландию, где Крейслер с семьёй прожили долгие годы, работая учителем в Политехническом институте Таранаки и Политехническом институте Вайкато. Он умер в возрасте 63 лет дома в Нью-Плимуте после сердечного приступа 27 марта 2002 года.